# Gostun
Gostun (in bulgaro Гостун?), appartenente al clan di Ermi, è uno dei sovrani proto-bulgari menzionati nel Nominalia dei khan bulgari, che rappresenta l’unica fonte storica attualmente nota sulla sua figura. Nel testo, Gostun è indicato come vicario del Khan degli Avari, con un regno che, secondo la maggior parte degli storici, durò due anni dopo Irnik e prima di Kubrat. Alcune interpretazioni lo collegano al personaggio di Organa, zio di Kubrat, sebbene tale ipotesi sia oggetto di dibattito.

## Biografia
Gostun governò per due anni dopo Irnik e prima di Kubrat, , secondo quanto riportato nel Nominalia dei khan bulgari, iniziando il suo mandato nell’anno del Serpente – dohs tvirem. La datazione del suo breve regno è oggetto di dibattito tra gli studiosi: la maggior parte lo colloca tra il 628 e il 630, oppure tra il 603 e il 605.
Alcuni ricercatori identificano Gostun con Organa, lo zio di Kubrat, figura nota da altre fonti storiche. Tuttavia, questa ipotesi non è universalmente accettata e altri studiosi la contestano, ritenendola priva di fondamento.

## Gostun nella cultura
Il nome Gostun è stato attribuito a un promontorio marino sull'Isola Snow in Antartide.